# Errezil
Errezil és un municipi de Guipúscoa, de la comarca de l'Urola-Costa. Limita amb Zestoa i Aia al nord; Asteasu, Larraul, Bidegoian i Albiztur a l'est; Beizama al sud i Azpeitia a l'oest.

## Geografia
Se situa en el centre geogràfic de Guipúscoa, dintre de la comarca d'Urola-Costa. Errzil se situa en la vall del riu que dona nom al municipi i que és tributari del Urola. El municipi posseïx un relleu molt accidentat, al nord una sèrie de forests com el Akategi (996 m), Gazume (941 m) o Hernio (1075 m) tanquen la vall del ric Errezil amb grans desnivells. El casc del poble, situat en el fons de la vall de Errezil es troba a uns 300 metres d'altitud. El poble posseïx un petit enclavament al sud del municipi cridat Santa Marina o Argisain.

### Barris
El municipi té un petit nucli urbà i diversos barris rurals distribuïts principalment al llarg de l'eix de la vall principal. Aquests barris són: 
- Casc d'Errezil (en basc Errezilgo Gunea): és el petit nucli on se situa la plaça del poble.
- Arzallus (en basc Artzailuz)
- Erdoizta.
- Ezama.
- Ibarbia.
- Letea.
- Santa Marina (o Argisain): forma un enclavament

## Administració
| 2007 | Iñaki Oiartzabal Zinkunegi (Errezildarren Aukera) |
| 2003 | Iñaki Oiartzabal Zinkunegi (Errezildarren Aukera) |
| 1999 | (Indep.)                                          |
| 1995 | (Indep.)                                          |
| 1991 | (HB)                                              |
| 1987 | (HB)                                              |
| 1983 | (Indep.)                                          |
| 1979 | (PNB)                                             |

## Demografia
| 1900 | 1910 | 1920 | 1930 | 1940 | 1950 | 1960 | 1970 | 1981 | 1991 | 2000 | 2005 |
| ---- | ---- | ---- | ---- | ---- | ---- | ---- | ---- | ---- | ---- | ---- | ---- |
| 1530 | 1498 | 1513 | 1447 | 1364 | 1377 | 1407 | 1162 | 723  | 677  | 634  | 607  |

## Persones cèlebres nascudes en aquesta localitat
- Sant Domingo Ibáñez de Erquicia (1589-1633): Sacerdot i missioner dominic, que va morir martiritzat en l'evangelització del Japó. Va ser beatificat en 1981 i canonitzat en 1987. La seva festivitat se celebra el 28 de setembre.
- Paulino Uzcudun (1899-1985): Boxador. Va ser Campió d'Europa dels pesos pesants entre 1926 i 1929; i de nou en 1933. Va disputar dues vegades el títol mundial d'aquesta categoria, sent derrotat en ambdues ocasions pels punts, enfront de l'alemany Max Schmeling i l'italià Primo Carnera. L'últim combat de la seva vida ho va disputar contra Joe Louis, que fou l'únic púgil que va assolir derribar-lo.
- Ignacio Eizmendi, "Basarri" (1913-1999): És considerat un dels bertsolaris més importants del segle XX i un dels que més van contribuir a modernitzar i dignificar aquest art. Va ser 2 vegades campió del País Basc de bertsolaris, en 1935 i en 1960. A més va tenir com ofici el periodisme, tant en la seva faceta radiofònica com de premsa, que li va donar fama i prestigi en Guipúscoa.